# Table d'échecs
 (mars 2023).
Si vous disposez d'ouvrages ou d'articles de référence ou si vous connaissez des sites web de qualité traitant du thème abordé ici, merci de compléter l'article en donnant les références utiles à sa vérifiabilité et en les liant à la section « Notes et références ».

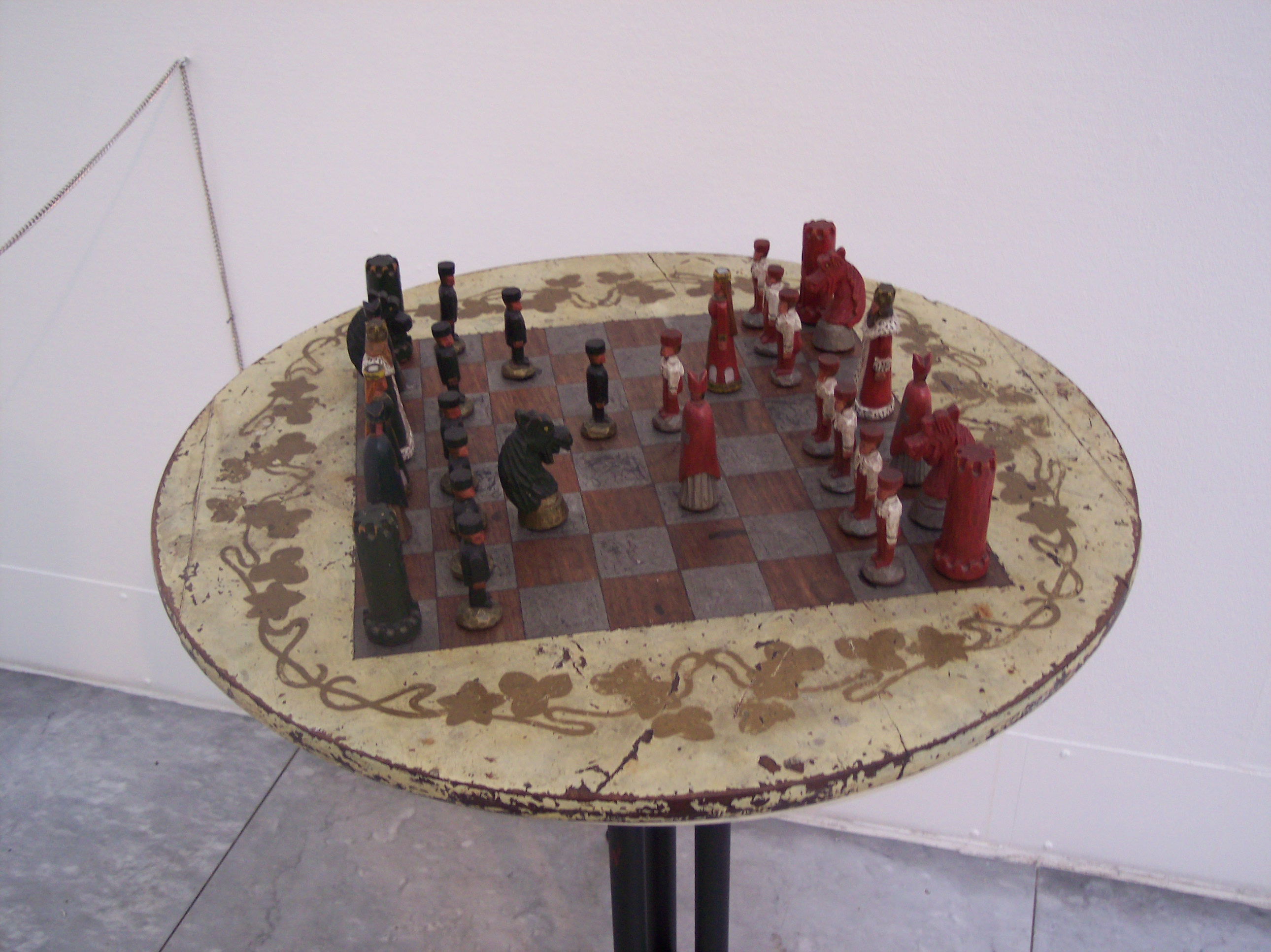
Une table d'échecs.

Une table d'échecs est un type de table, souvent de type guéridon, spécifiquement conçue pour accueillir sur un tablier une partie d'échecs, essentiellement en intégrant un échiquier sur sa surface supérieure, mais aussi parfois avec un ou plusieurs tiroirs permettant de ranger les pièces lorsqu'elles ne sont pas utilisées.
Les tables d'échecs constituent également des éléments de décoration. L'échiquier peut être peint pour les tables bon marché, ou incrusté ou gravé pour les tables plus haut-de-gamme. Elles sont le plus souvent fabriquées d'un bois solide comme le palissandre, le cèdre ou l'acajou ; il en existe aussi en bois exotique.
Jouer aux échecs n'est pas la seule fonction d'une table d'échecs, on peut aussi s'en servir comme d'une table habituelle, de même qu'on peut jouer aux échecs ailleurs que sur une table conçue à cet effet.
On trouve des tables d'échecs chez les particuliers amateurs d'échecs, mais aussi dans des lieux publics, par exemple dans des cafés, ou en extérieur, scellées au sol, dans les espaces verts de certaines villes et certains campus.

## Galerie

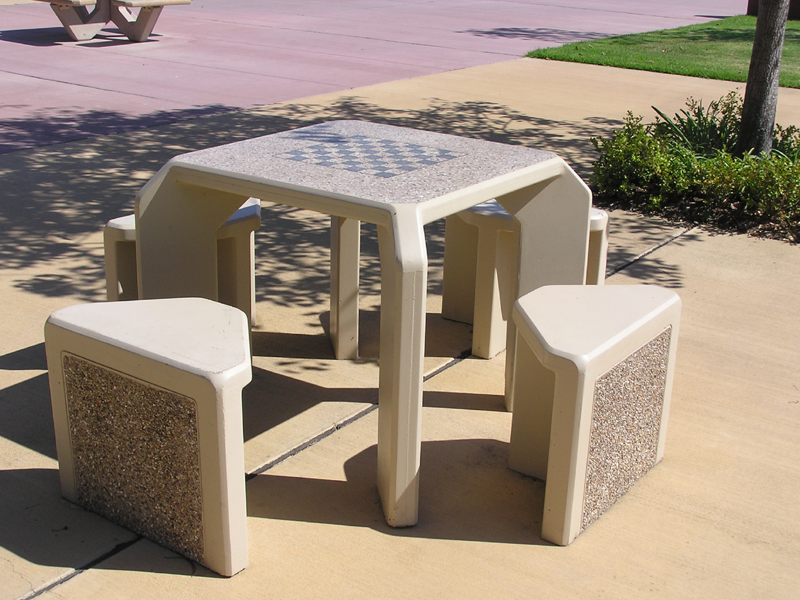
Dans un parc de Goleta, en Californie.
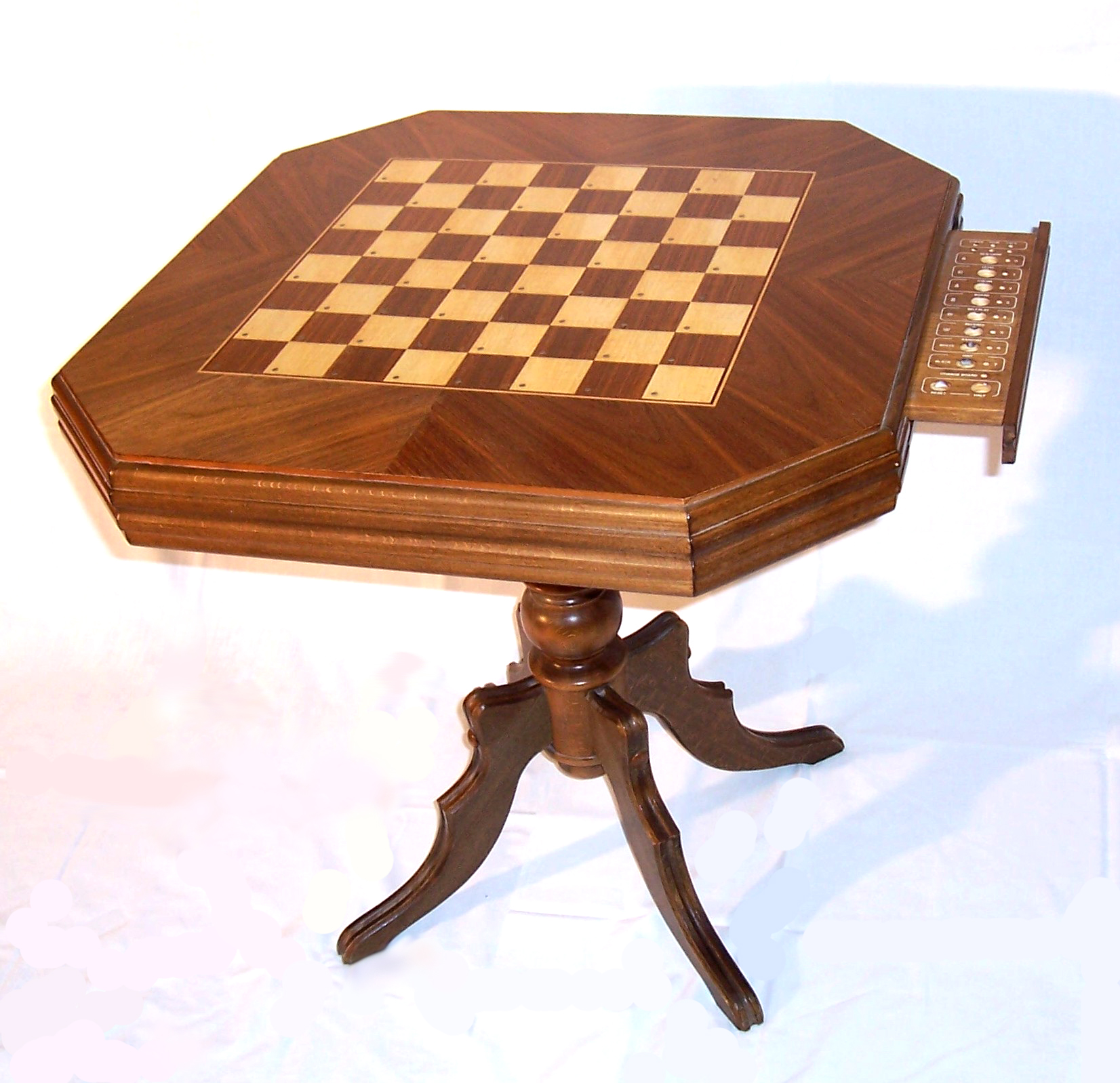
Une table intégrant un jeu d'échecs électronique.